# Hexadezimale Farbdefinition
Das System der hexadezimalen Farbdefinition findet in vielen Bereichen des computergestützten Designs seine Anwendung. Bei diesem System wird eine Farbe durch drei aufeinander folgende Hexadezimalzahlen dargestellt, die jeweils für eine Farbe des RGB-Farbraums stehen. RGB steht dabei als Abkürzung für die Anteile der Grundfarben Rot, Grün und Blau an der Mischfarbe. Üblich ist die hexadezimale Farbdefinition in sechsstelliger Form, das heißt als eine Aneinanderreihung von drei jeweils zweistellig geschriebenen Hexadezimalzahlen, nach dem Schema: #RRGGBB, die es erlaubt, pro Oktett {\displaystyle 2^{8}} (= 256) verschiedene Zustände zu definieren – von 0 für eine komplett „ausgeschaltete“ Farbe und 255 (FF) für 100 % Farbsättigung. Daraus ergeben sich {\displaystyle 2^{8\cdot 3}} ({\displaystyle =2^{24}}, also {\displaystyle 16.777.216}) verschiedene Farben. Es wird die additive Farbmischung zum Mischen der Farben benutzt; der Code #FFFF00 ergibt die Farbe Gelb, weil Rot (#FF0000) mit Grün (#00FF00) gemischt wird.
Diese Art der Notation wird häufig für Webfarben zur farblichen Gestaltung von Internetseiten verwendet.

## Verhältnis von Leuchtkraft und Zahlenwert
| Hex-Wert | RGB-Anteil | Leuchtkraft (%) |
| -------- | ---------- | --------------- |
| 00       | 0          | 0 %             |
| 40       | 64         | 25 %            |
| 80       | 128        | 50 %            |
| C0       | 192        | 75 %            |
| FF       | 255        | 100 %           |

## Beispiele für Farbcodierungen
| Farbe | Farbe      | Hex-Wert | R   | G   | B   | Komplementär zu | Komplementär zu |
|       | Schwarz    | #000000  | 0   | 0   | 0   | Weiß            |                 |
|       | Grau       | #888888  | 136 | 136 | 136 | #777777         |                 |
|       | Weiß       | #FFFFFF  | 255 | 255 | 255 | Schwarz         |                 |
|       | Rot        | #FF0000  | 255 | 0   | 0   | Cyan            |                 |
|       | Dunkelrot  | #880000  | 136 | 0   | 0   | #77FFFF         |                 |
|       | Grün       | #00FF00  | 0   | 255 | 0   | Magenta         |                 |
|       | Dunkelgrün | #008800  | 0   | 136 | 0   | #FF77FF         |                 |
|       | Blau       | #0000FF  | 0   | 0   | 255 | Gelb            |                 |
|       | Dunkelblau | #000088  | 0   | 0   | 136 | #FFFF77         |                 |

| Farbe | Farbe         | Hex-Wert | R   | G   | B   | Komplementär zu | Komplementär zu |
|       | Cyan          | #00FFFF  | 0   | 255 | 255 | Rot             |                 |
|       | Dunkelcyan    | #008888  | 0   | 136 | 136 | #FF7777         |                 |
|       | Magenta       | #FF00FF  | 255 | 0   | 255 | Grün            |                 |
|       | Dunkelmagenta | #880088  | 136 | 0   | 136 | #77FF77         |                 |
|       | Gelb          | #FFFF00  | 255 | 255 | 0   | Blau            |                 |
|       | Dunkelgelb    | #888800  | 136 | 136 | 0   | #7777FF         |                 |

| Farbe | Farbe      | Hex-Wert | R   | G   | B   | Komplementär zu | Komplementär zu |
|       | Blaugrün   | #00FF88  | 0   | 255 | 136 | #FF0077         |                 |
|       | Himmelblau | #0088FF  | 0   | 136 | 255 | #FF7700         |                 |
|       | Violett    | #8800FF  | 136 | 0   | 255 | #77FF11         |                 |
|       | Rosé       | #FF0088  | 255 | 0   | 136 | #00FF77         |                 |
|       | Orange     | #FF8800  | 255 | 136 | 0   | #0077FF         |                 |
|       | Gelbgrün   | #88FF00  | 136 | 255 | 0   | #7700FF         |                 |

| Farbe | Farbe           | Hex-Wert | R   | G   | B   | Komplementär zu | Komplementär zu |
|       | Rot 14 : Cyan 1 | #EE1111  | 238 | 17  | 17  | #11EEEE         |                 |
|       | Rot 4 : Cyan 1  | #CC3333  | 204 | 51  | 51  | #33CCCC         |                 |
|       | Rot 2 : Cyan 1  | #AA5555  | 170 | 85  | 85  | #55AAAA         |                 |
|       | Rot 8 : Cyan 7  | #887777  | 136 | 119 | 119 | #778888         |                 |
|       | Rot 2 : Cyan 3  | #669999  | 102 | 153 | 153 | #996666         |                 |
|       | Rot 4 : Cyan 11 | #44BBBB  | 68  | 187 | 187 | #BB4444         |                 |
|       | Rot 2 : Cyan 13 | #22DDDD  | 34  | 221 | 221 | #DD2222         |                 |

| Farbe | Farbe               | Hex-Wert | R   | G   | B   | Komplementär zu | Komplementär zu |
|       | Grün 14 : Magenta 1 | #11EE11  | 17  | 238 | 17  | #EE11EE         |                 |
|       | Grün 4 : Magenta 1  | #33CC33  | 51  | 204 | 51  | #CC33CC         |                 |
|       | Grün 2 : Magenta 1  | #55AA55  | 85  | 170 | 85  | #AA55AA         |                 |
|       | Grün 8 : Magenta 7  | #778877  | 119 | 136 | 119 | #887788         |                 |
|       | Grün 2 : Magenta 3  | #996699  | 153 | 102 | 153 | #669966         |                 |
|       | Grün 4 : Magenta 11 | #BB44BB  | 187 | 68  | 187 | #44BB44         |                 |
|       | Grün 2 : Magenta 13 | #DD22DD  | 221 | 34  | 221 | #22DD22         |                 |

| Farbe | Farbe            | Hex-Wert | R   | G   | B   | Komplementär zu | Komplementär zu |
|       | Blau 14 : Gelb 1 | #1111EE  | 17  | 17  | 238 | #EEEE11         |                 |
|       | Blau 4 : Gelb 1  | #3333CC  | 51  | 51  | 204 | #CCCC33         |                 |
|       | Blau 2 : Gelb 1  | #5555AA  | 85  | 85  | 170 | #AAAA55         |                 |
|       | Blau 8 : Gelb 7  | #777788  | 119 | 119 | 136 | #888877         |                 |
|       | Blau 2 : Gelb 3  | #999966  | 153 | 153 | 102 | #666699         |                 |
|       | Blau 4 : Gelb 11 | #BBBB44  | 187 | 187 | 68  | #4444BB         |                 |
|       | Blau 2 : Gelb 13 | #DDDD22  | 221 | 221 | 34  | #2222DD         |                 |

## Andere Farbtiefen
| Hexadezimaler Farbcode | Farbtiefe | Anzahl der darstellbaren Farben |
| ---------------------- | --------- | ------------------------------- |
| #RGB                   | 12 bit    | 212 = 4096                      |
| #RRGGBB                | 24 bit    | 224 = 16.777.216                |
| #RRRGGGBBB             | 36 bit    | 236 = 68.719.476.736            |
| #RRRRGGGGBBBB          | 48 bit    | 248 = 281.474.976.710.656       |

Neben der üblichen 6-stelligen Farbwertangabe sind auch 3-, 9- und 12-stellige Farbwertangaben möglich. Das X Window System unterstützt alle vier Möglichkeiten, auch wenn in der Praxis die 9- und 12-stelligen Farbwertangaben auf 6-stellige reduziert werden, da kaum eine Grafikhardware in der Lage ist, derartige Farbtiefen zu verarbeiten.